# 101a Divisió Aerotransportada
La 101a Divisió Aerotransportada (anglès: 101st Airborne Division), anomenada popularment les "Àligues Cridaneres" és una divisió paracaigudista de l'Exèrcit dels Estats Units, principalment entrenada per realitzar assalts aeris d'infanteria. Durant la II Guerra Mundial adquirí renom per les seves accions durant els Desembarcaments de Normandia i en la batalla de les Ardenes. Durant la Guerra del Vietnam, la 101 va ser redissenyada com a divisió mòbil, i posteriorment com a divisió d'assalt aeri. Per motius històrics, manté l'identificador paracaigudista, però ja no realitza operacions paracaigudistes a nivell de divisió. Molts dels actuals membres de la 101 són graduats de l'Acadèmia d'Assalt Aeri de l'Exèrcit, lluint la Insígnia d'Assalt Aeri, però això no és cap requisit previ per ser destinat a la divisió. La divisió té el quarter general a Fort Campbell, Kentucky. És l'única divisió de l'Exèrcit americà que té dues brigades d'aviació.

## Història

### Segona Guerra Mundial

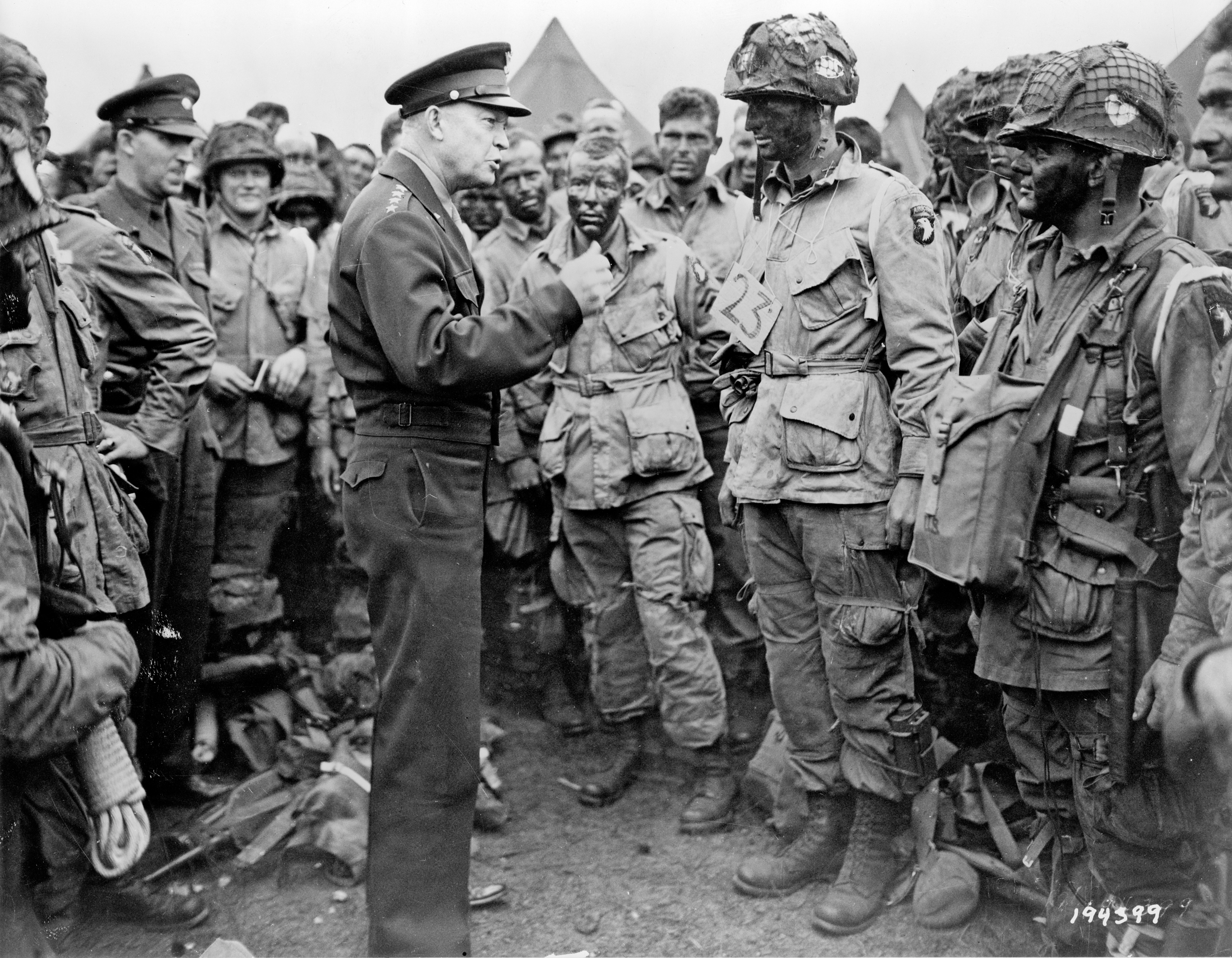
El General Dwight D. Eisenhower parla amb paracaigudistes del 502è Regiment d'Infanteria Paracaigudista, al vespre del 5 de juny de 1944.

La divisió s'activà el 15 d'agost de 1942 a Camp Claiborne, Louisiana. El 19 d'agost de 1942, el seu primer comandant, el Major General William C. Lee, va prometre als seus nous reclutes que la 101 no tenia història, però sí que tenia una cita amb el destí.
L'Orde General Número 5, que donava lloc a la divisió, diu que:
La 101a Divisió Aerotransportada, activada a Camp Claiborne, Louisiana, no té història, però té una cita amb el destí. Com els antics pioners americans, el coratge invencible dels quals va ser la pedra fundacional d'aquesta nació, hem trencat amb el passat i les seves tradicions per tal d'establir la nostra crida al futur.
Donada la naturalesa del nostre armament, i les tàctiques que nosaltres mateixos perfeccionarem, serem cridats a realitzar missions de gran importància militar i normalment hi anirem quan la necessitat sigui immediata i extrema.
Deixeu-me fer-vos notar que la nostra insígnia és la gran Àliga Americana. Aquest és un emblema adequat per a una divisió que cruixirà als seus enemics caient sobre ells com un tro des dels cels.
La història que farem, el record de les grans fites que esperem escriure als annals de l'Exèrcit Americà i dels Americans, depèn només i completament dels homes d'aquesta divisió. Cadascun, cada oficial i cada soldat ha de veure's a si mateix com una part necessària d'un instrument complex i poderós per vèncer els enemics de la nació. Cadascú, en la seva pròpia tasca, ha d'adonar-se que no és només una part, sinó que és una part indispensable per obtenir l'objectiu de la victòria. Per tant, no hi ha gaire que es pugui dir sobre el futur, que si esperem tindrem la nostra petjada, és a les mans dels soldats de la 101a Divisió Aerotransportada.
.

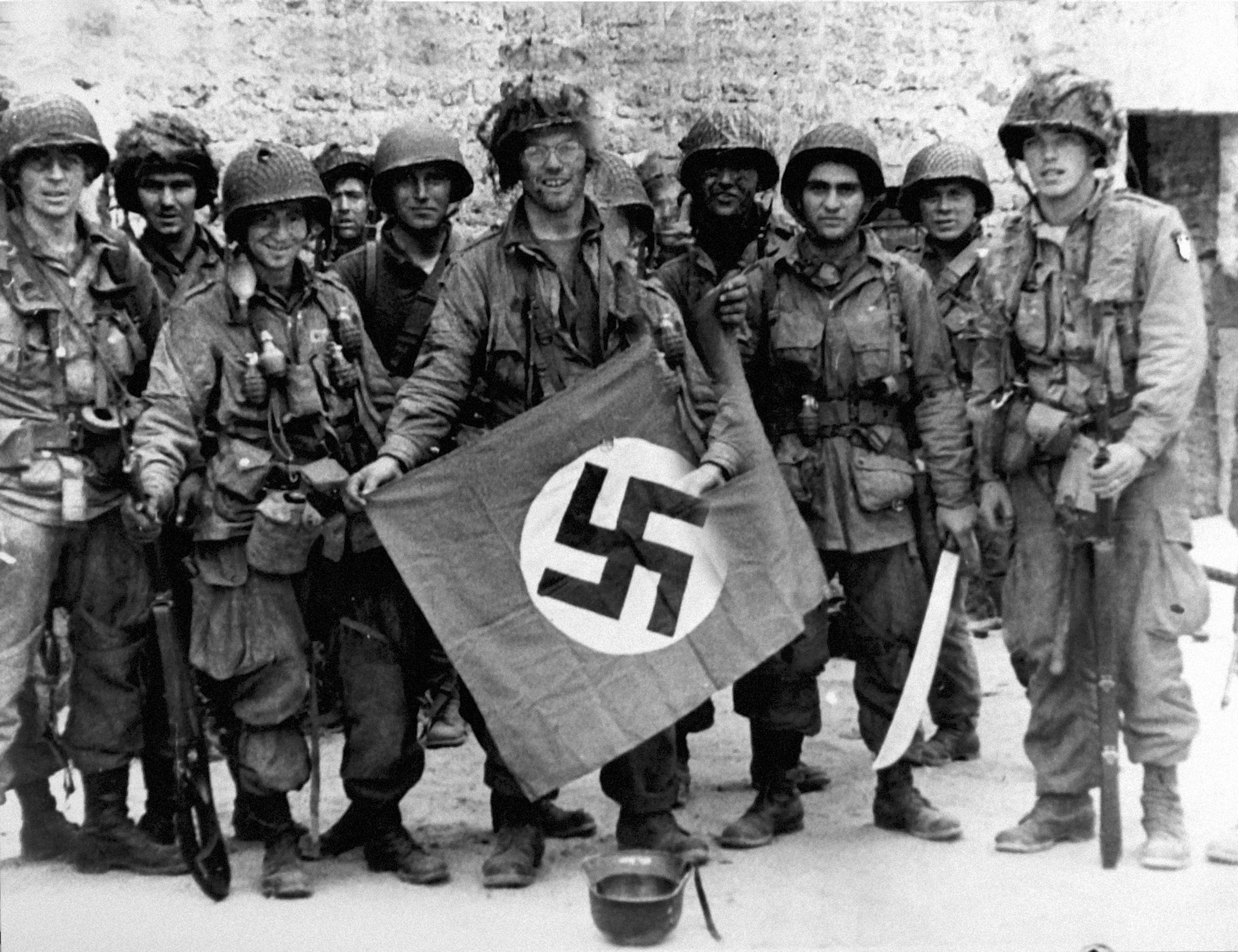
Soldats de la 101 posant amb una bandera nazi capturada, dos dies després d'aterrar a Normandia

A la II Guerra Mundial, els exploradors de la 101 van obrir el camí al Dia-D als salts durant la nit prèvia a la invasió. Van sortir des de North Witham, on s'havien estat entrenant juntament amb la 82a Divisió Aerotransportada.
El 25 d'agost de 1944, la divisió passà a formar part del XVIII Cos Aerotransportat, constituint-se el Primer Exèrcit Aerotransportat Aliat. Com a part de d'aquesta formació, la divisió prengué part a l'Operació Horta.
Durant la batalla de les Ardenes, la 101, com una de les poques unitats disponibles per contenir l'avanç alemany, va ser llançada per defensar Bastogne, un nus de carreteres vital. Va ser llavors quan el General de Brigada Anthony McAuliffe va respondre a la sol·licitud de rendició pels alemanys la seva famosa rèplica "Al Comandant Alemany: A FER PUNYETES! – El Comandant Americà" (To the German Commander: NUTS! -The American Commander), i la divisió resistí el setge alemany.
L'1 d'agost de 1945. La 101 abandonà Alemanya per dirigir-se cap a Auxerre (França), per començar l'entrenament per a la invasió del Japó. Quan Japó es rendí dues setmanes després, l'operació esdevingué innecessària, i la 101 s'inactivà el 30 de novembre a Auxerre.
Pels seus esforços durant la II Guerra Mundial, la 101 va rebre 4 banderins de campanya i dues Citacions Presidencials d'Unitat. La divisió va tenir 1.766 morts en acció, 6.388 ferits en acció i 324 morts de resultes de les seves ferides durant la guerra.

#### Unitats
.
- Quarter General de la Divisió

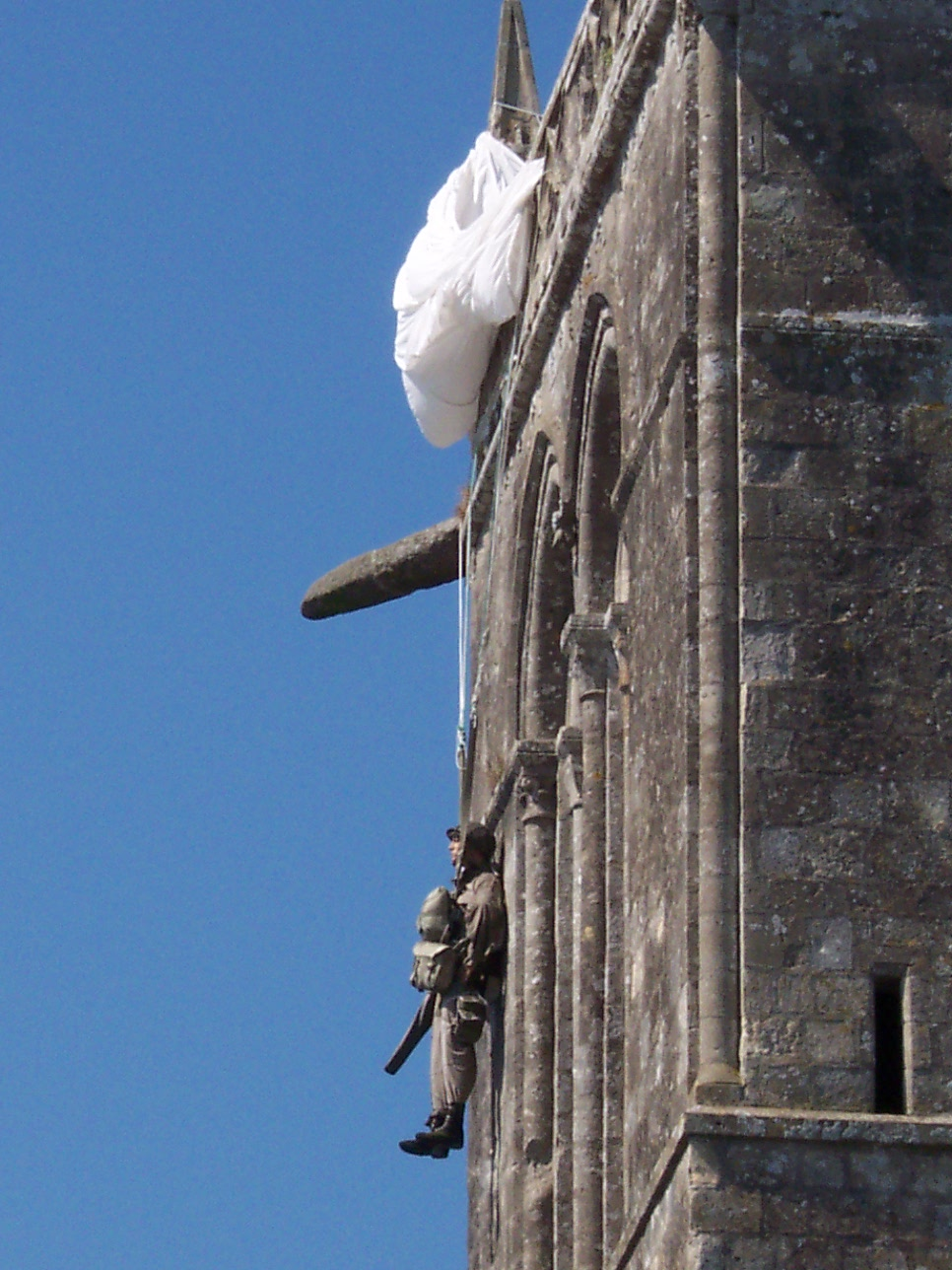
Memorial als paracaigudistes de la 101a Divisió Aerotransportada que saltaren sobre Sainte Mere-Eglise la matinada del 6 de juny de 1944

- 501r Regiment d'Infanteria Paracaigudista
- 502n Regiment d'Infanteria Paracaigudista
- 506è Regiment d'Infanteria Paracaigudista
- 327è Regiment d'Infanteria en Planadors
- 401r Regiment d'Infanteria en Planadors, 
  - 321r Batalló d'Artilleria de Camp en Planador (75 mm)
  - 463è Batalló d'Artilleria de Camp Aerotransportada (75 mm)
  - 907è Batalló d'Artilleria de Camp en Planador (75 mm)
  - 377è Batalló d'Artilleria de Camp Aerotransportada (75 mm)
- 81r Batalló Aerotransportat Antiaeri
- 326è Batalló Aerotransportat d'Enginyers
- 326a Companyia Mèdica Aerotransportada
- 101a Companyia Aerotransportada de Manteniment
- 101a Companyia de Senyals
- 101a Destacament de Conta-Intel·ligència
- Quarter General – Tropes Especials
  - 801a Companyia Aerotransportada de Manteniment
  - 426a Companyia Aerotransportada d'Intendència
  - Companyia de Quarter General de la Divisió
  - Secció de Policia Militar
  - Secció de Reconeixement
  - Banda

#### Insígnia de casc
Un dels motius pels quals es distingeix la 101a és la decoració dels cascs. Els soldats feien servir símbols dels naips (diamants, espases, cors i piques) per indicar el regiment al qual formaven part. L'única excepció va ser el 187è, car s'afegí posteriorment a la divisió.
- Aquestes insígnies es van emprar per primer cop a la II Guerra Mundial, i encara avui es poden veure en els soldats de la 101 Divisió:
  - 327è: Piques (♣)
  - 501r: Diamants (♦)
  - 502n: Cors (♥)
  - 506è: Espases(♠)
  - 187è: Torii (es fa servir actualment, no durant la II Guerra Mundial, quan la 187è Regiment d'Infanteria formava part de l'11a Divisió Aerotransportada.)

### Reactivació
La 101a Divisió Aerotransportada va ser reactivada com a unitat d'entrenament a Camp Breckinridge, Kentucky, el 1948 i posteriorment al 1950. Va ser de nou reactivada el 1954 a Fort Jackson, Carolina del Sud i, el març de 1956, la 101 va ser transferida a Fort Campbell, Kentucky, per ser reorganitzada en una divisió de combat. La 101a va ser reactivada en 5 grups de batalla, en lloc de la seva antiga estructura de la II Guerra Mundial. La reorganització tingué lloc l'abril de 1957, i va quedar:
- 2n Grup de Batalla Paracaigudista, 187è d'Infanteria
- 1r Grup de Batalla Paracaigudista, 327è d'Infanteria
- 1r Grup de Batalla Paracaigudista, 501r d'Infanteria
- 1r Grup de Batalla Paracaigudista, 502n d'Infanteria
- 1r Grup de Batalla Paracaigudista, 506è d'Infanteria

La divisió d'artilleria consistia en les següents unitats:
- Bateria D, 319è d'Artilleria
- Bateria A, 321r d'Artilleria
- Bateria B, 321è d'Artilleria
- Bateria C, 321è d'Artilleria
- Bateria A, 377è d'Artilleria

### Drets civils
Entre setembre i novembre de 1957, part del 1r Grup de Batalla Paracaigudista, 327è d'Infanteria (amb les insígnies de la vella Companyia A del 327è Regiment d'Infanteria en Planadors) van ser desplegats a Little Rock, Arkansas per l'ordre del President Dwight D. Eisenhower per recolzar les ordres del Tribunal Suprem durant la Crisi de Little Rock.

### Guerra del Vietnam

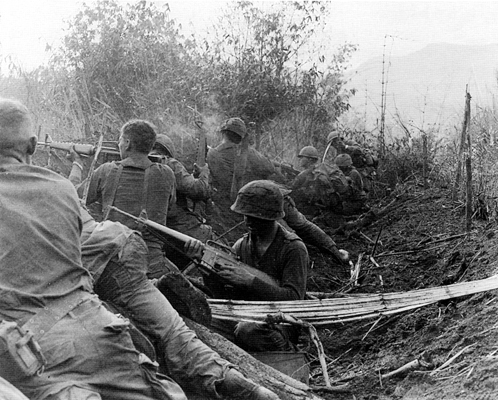
Soldats de la 1a Brigada, 101a Divisió Aerotransportada, fan foc des d'antigues trinxeres nord-vietnamites

A mitjans de la dècada dels 60, la 1a Brigada i tropes diverses de suport van ser desplegades a la República del Vietnam, seguides per la resta de la divisió a finals de 1967. Durant gairebé els 7 anys en què va combatre al Vietnam, participà en 15 campanyes, entre les quals destaquen la batalla del Turó de l'Hamburguesa el 1969 o la Base de Foc Ripcord el 1970. La 101 va ser desplegada amb el I Cos per tallar les rutes d'infiltració de l'Exèrcit del Poble de Vietnam (NVA) a Laos i la Vall de A Shau. Part de la divisió recolzà l'Operació Lam Son 719, la invasió del sud de Laos el 1971, però només unitats d'aviació van entrar a Laos. Durant els 7 anys de servei al Vietnam, la divisió va tenir 4.011 morts en acció i 18.259 ferits en acció.
Es diu que la majoria dels Nord-Vietnamites mai no havien vist una àliga calba, i, per tant, anomenaven als soldats de la 101 com a "Homes Gallina". Els comandants del Viet Cong incloïen regularment a les seves trobades que evitaven establir combat amb els "Gallines" a tot preu, car estaven segurs de què perdrien. Per tant, això segueix sent un motiu d'orgull entre els veterans que van servir al Vietnam amb la 101.
Les baixes de la 101 al Vietnam van ser el doble de les que havia tingut a la II Guerra Mundial, amb 4.022 morts en acció va ser el tercer més alt de totes les unitats de terra de l'Exèrcit dels Estats Units, darrere de la 1a Divisió de Cavalleria (5.464) i la 25a Divisió d'Infanteria (4.561)

### Després del Vietnam
El 1968, la 101 va prendre l'estructura i l'equipament d'una divisió mòbil. Tot seguit del seu retorn des del Vietnam, la divisió va ser refeta amb una brigada (3a) i elements de suport. Les altres dues brigades i les unitats de suport van ser organitzades com aeromòbils. Amb l'excepció d'algunes unitats especialitzades, a inicis de 1974 abandonà l'estatus de salt, i adoptà la insígnia de Mobilitat Aèria (reanomenada aquell mateix any com a Insígnia d'Assalt Aeri), el disseny de la qual estava basat en el de la Insígnia de Planadors de la II Guerra Mundial.

### Guerra del Golf Pèrsic
El gener de 1991, la 101 tingué de nou una cita amb el destí a l'Iraq, durant l'assalt aeri en territori enemic. La 101 no tingué cap mort durant les 100 hores de combat i capturà milers de presoners de guerra enemics. El General Richard A. Cody, llavors Tinent Coronel, comandant del 1r Batalló, disparà els primers trets de la guerra des del seu AH-64 Apache.
Posteriorment, la divisió ha participat en esforços humanitaris a Ruanda i Somàlia, així com en tasques de pau a Haití i Bòsnia.

### Operació Llibertat Duradora
La 101a Divisió Aerotransportada va ser la primera unitat convencional en desplegar-se en suport a la Guerra Americana contra el Terrorisme. La 2a Brigada va ser desplegada a Kosovo en operacions de pau. La 3a Brigada va ser destinada a participar en l'Operació Llibertat Duradora. Després d'un intens període de combat a les muntanyes de Shoh-I-Khot a l'est de l'Afganistan durant l'Operació Anaconda juntament amb elements de la 10a Divisió de Muntanya, la divisió tornà a Fort Campbell només per trobar-se esperant una nova ordre de desplegament.

### Operació Llibertat Iraquiana
El 2003, el Major General David H. Petraeus comandà les Àguiles Cridaneres a la guerra durant la Invasió de l'Iraq. El General Petraeus comandà la divisió a l'Iraq dient: "La propera cita amb el destí de la 101 és al Nord de Bagdad". La divisió estava inclosa al V Cos, donant suport a la 3a Divisió d'Infanteria, netejant els punts forts iraquians que la divisió havia sobrepassat. Llavors la divisió es desplegà com a part de les forces d'ocupació a l'Iraq, fent servir la ciutat de Mosul com a primera base d'operacions. A inicis del 2004 la divisió va ser retirada per descansar i reforçar-se. El desembre del 2007 havien tingut 143 morts en combat.

### Segon desplegament a l'Iraq
El segon desplegament de la divisió a l'Iraq començà a finals d'estiu de 2005. El quarter general de la divisió substituí el de la 42a Divisió d'Infanteria, i assumí responsabilitat de 4 províncies del nord de l'Iraq: Salah ad Din, Kirkuk, Diyala i As Sulymaniyay des de l'1 de novembre de 2005, i des del 30 de desembre també prengué la responsabilitat de preparar les forces iraquianes de seguretat i dirigir les operacions de seguretat a Ninevah i Dahuk.
Simultàniament amb l'entrenament dels nous soldats iraquians i dels seus comandaments, els soldats de la 101 van portar a terme nombroses operacions contra les cèl·lules terroristes a la zona assignada a la divisió. L'Operació Swarmer va ser el major assalt aeri realitzat a l'Iraq des del 22 d'abril del 2003. La 1a Brigada portà a terme l'Operació Escorpí amb unitats iraquianes prop de Kirkuk.
A més, el comandant de la Divisió, el Major General Thomas Turner, va fer d'amfitrió de la primera conferència de governadors de les 6 províncies de la seva zona d'operacions, així com el de la província d'Erbil. Nombroses tasques civils van ser dirigides per la divisió, incloent la construcció i la renovació d'escoles, clíniques, estacions de policia, etc., a la zona compresa entre Turquia i Bagdad i de la frontera de Síria i la de l'Iran.

### Acusacions de conducta deshonrosa a l'Iraq
El 19 de juny del 2006, l'Exèrcit dels Estats Units va anunciar que 3 soldats de la 3a Brigada d'Equip de Combat de la 101a Divisió Aerotransportada, Soldat de Primera Clase Corey R. Clagett, Especialista William B. Hunsaker i Sergent de Personal Raymond L. Girouard, havien estat detinguts per les morts de 3 detinguts en una operació prop del canal al nord de Bagdad el 9 de maig. El 21 de juny, un altre soldat també va ser detingut, però cap d'ells va ser condemnat.
El juliol del 2006, 5 soldats van ser acusats pel cas de violació i assassinat d'una nena iraquiana de 14 anys i de l'assassinat de 3 membres de la seva família. L'incident va tenir lloc a Mahmoudiya, al sud de Bagdad. El 17 de novembre del 2006, el soldat James Barker va ser condemnat a cadena perpètua per l'incident.

### Tercer desplegament a l'Iraq
La 1a Brigada Equip de Combat de la 101 està actualment desplegada a l'Iraq, a la província de Salah ad Din, al nord-est de Bagdad. La 2a Brigada està desplegada a Iskandariyah, i la 3a Brigada es troba desplegada al sud de Bagdad.

## Honors

### Crèdits de Participació en Campanya
- Segona Guerra Mundial (excepte la 159a Brigada d'Aviació):

1. Normandia (amb punta de fletxa);
2. El Rin (amb punta de fletxa);
3. Ardenes-Alsàcia;
4. Europa central

- Guerra del Vietnam (excepte la 159a Brigada d'Aviació):

1. Defensa (1a Brigada);
2. Contraofensiva (1st Brigade Only);
3. Contraofensiva, Fase II (1st Brigade Only)
4. Contraofensiva, Fase III;
5. Contraofensiva del Tet;
6. Contraofensiva, Fase IV;
7. Contraofensiva, Fase V;
8. Contraofensiva, Fase VI;
9. Ofensiva del Tet 1969:
10. Estiu/Tardor 1969;
11. Hivern/Primavera 1970;
12. Contraofensiva dels Santuaris;
13. Contraofensiva, Fase VII;
14. Consolidació I;
15. Consolidació II

- Sud-est Asiàtic (excepte la 159a Brigada d'Aviació):

1. Defensa d'Aràbia Saudi;
2. Alliberament i Defensa de Kuwait

### Condecoracions
- Citació Presidencial d'Unitat (Exèrcit) per Normandia (Divisió i 1a Brigada)
- Citació Presidencial d'Unitat (Exèrcit) per Bastogne (Divisió i 1a Brigada)
- Citació Presidencial d'Unitat (Exèrcit) per Dak To (Vietnam) (1a Brigada)
- Citació Presidencial d'Unitat (Exèrcit) per Muntanya Dong Ap Bia (3a Brigada)
- Premi d'Unitat Valerosa per la Provincia de Thua Thien (3a Brigada)
- Premi d'Unitat Valerosa per la Tuy Hoa (1a Brigada)
- Elogi d'Unitat Meritòria per Vietnam 1965-66 (1a Brigada)
- Elogi d'Unitat Meritòria per Vietnam 1968 (3a Brigada)
- Elogi d'Unitat Meritòria per Sud-est Asiàtic (excepte la 159a Brigada d'Aviació)
- Creu de Guerra amb Palma (França), (2GM) per Normandia (Divisió i 1a Brigada)
- Creu de Guerra amb Palma (Bèlgica) per Bastogne (Divisió i 1a Brigada)
- Citació a l'Ordre del Dia de l'Exèrcit Belga per acció a Bastogne (Divisió i 1a Brigada)
- Fourragère 1944 belga (Divisió i 1a Brigada)
- Citació a l'Ordre del Dia de l'Exèrcit Belga per acció a França i Bèlgica (Divisió i 1a Brigada)

1. Creu per Valentia amb Palma de la República de Vietnam per Vietnam 1966-1967 (1a Brigada)
2. Creu per Valentia amb Palma de la República de Vietnam per Vietnam 1968 (2a Brigada)
3. Creu per Valentia amb Palma de la República de Vietnam per Vietnam 1968-1969 (excepte la 159a Brigada d'Aviació)
4. Creu per Valentia amb Palma de la República de Vietnam per Vietnam 1971 (excepte la 159a Brigada d'Aviació)
5. Medalla d'Honor de 1a Classe per l'Acció Civil de la República de Vietnam per Vietnam 1968-1970 (excepte la 159a Brigada d'Aviació)
6. Medalla d'Honor de 1a Classe per l'Acció Civil de la República de Vietnam per Vietnam 1970 (Divarty)

## Comandants de la Divisió
| - MG William C. Lee Agost-42 - Febrer-44 - BG Don F. Pratt 6-Febrer-44 - 14-Març-44 - MG Maxwell D. Taylor Març-44 - Agost-45 - BG Anthony C. McAuliffe 5-Desembre-44 - 26-Desembre-44 - BG William N. Gillmore Agost-45 – Setembre-45 - BG Gerald St. C. Mickle Setembre-45 - Octubre-45 - BG Stuart Cutler Octubre-45 - Novembre-45 - MG William R. Schmidt Juliol-48 - Maig-49 - MG Cornelius E. Ryan Agost-50 - Maig-51 - MG Roy E. Porter Maig-51 - Maig-53 - MG Paul DeWitt Adams Maig-53 - Desembre-53 - MG Riley F. Ennis Maig-54 - Octubre-55 - MG F. S. Bowen Octubre-55 - Març-56 - MG Thomas L. Sherburne, Jr. Maig-56 - Març-58 - MG William C. Westmoreland Abril-58 - Juny-60 - MG Ben Harrell Juny-60 - Juliol-61 - MG C.W.G. Rich Juliol-61 - Febrer-63 - MG Harry H. Critz Febrer-63 - Març-64 - MG Beverly E. Powell Març-64 - Març-66 - MG Ben Sternberg Març-66 - Juliol-67 - MG Olinto M. Barsanti Juliol-67 - Juliol-68 - MG Melvin Zais Juliol-68 - Maig-69 | - MG John M. Wright Maig-69 - Maig-70 - MG John J. Hennessey Maig-70 - Febrer-71 - MG Thomas M. Tarpley Febrer-71 - Abril-72 - MG John H. Cushman Abril-72 - Agost-73 - MG Sidney B. Berry Agost-73 - Juliol-74 - MG John W. McEnery Agost-74 - Febrer-76 - MG John A. Wickham, Jr. Març-76 - Març-78 - MG John N. Brandenburg Març-78 - Juny-80 - MG Jack V. Mackmull Juny-80 - Agost-81 - MG Charles W. Bagnal Agost-81 - Agost-83 - MG James E. Thompson Agost-83 - Juny-85 - MG Burton D. Patrick Juny-85 - Maig-87 - MG Teddy G. Allen Maig-87 - Agost-89 - MG J. H. Binford Peay III Agost-89 - Juny-91 - MG John Miller Juny-91 - Juliol-93 - MG John M. Keane Juliol-93 - Febrer-96 - MG William F. "Buck" Kernan Febrer-96 - Febrer-98 - MG Robert T. Clark Febrer-98 - Juny-00 - MG Richard A. Cody Juny-00 - Juliol-02 - MG David H. Petraeus Juliol-02 - Maig-04 - MG Thomas R. Turner II Maig-04 - Novembre-06 - MG Jeffrey J. Schloesser Novembre-06 - Juliol-09 - MG John F. Campbell Juliol-09 - Agost-2011 - MG James McConville Agost-2011 – present |

## Membres notables
- Fred Dailey – Polític d'Ohio
- Jimi Hendrix – Icona del Rock and Roll
- William C. Lee - General, veterà de la 2GM, considerat com una de les principals influències darrere de l'establiment de les tropes aerotransportades americanes.
- Richard D. Winters - Major, veterà de la 2GM, un dels protagonistes de la sèrie de televisió Band of Brothers
- Harrison C. Summers - Tinent, veterà de la 2GM, figura llegendària entre els paracaigudistes estatunidencs

## En la cultura popular
- La molt popular sèrie de televisió "Band of Brothers", narraba les accions de la Companyia Easy, 2n Batalló, 506è Regiment d'Infanteria Paracaigudista, 101a Divisió Aerotransportada durant la II Guerra Mundial.
- A l'episodi "Inauguration" de la sèrie de televisió The West Wing, la 101 és destinada, juntament amb la 82a Divisió Aerotransportada al país fictici de Kundu per aturar un genocidi.
- La 101a apareix a tots els jocs de la sèrie Brothers in Arms.